# デイジーダック
デイジーダック (Daisy Duck) は、アヒルをモチーフにしたディズニーアニメのキャラクター。頭頂部の大きなピンク色のリボンが特徴。

## 来歴
1937年1月9日公開の短編映画『ドナルドのメキシカン・ドライブ』で初登場。この時は、ドンナダック（Donna Duck）という名前だったが、1940年の映画『ドナルドのダンス大好き』から現在の名前になる。

## 声優
| 作品                                                                             | 声優                 |
| -------------------------------------------------------------------------------- | -------------------- |
| 『ドナルドのメキシカン・ドライブ』、『ドナルドのダンス大好き』（1937年、1940年） | クラレンス・ナッシュ |
| 『ドナルドの夢の声』（1948年）                                                   | ルース・クリフォード |
| 『気みじかドナルド』～『ドナルドはデイジーに首ったけ』（1945年 - 1950年）        | グロリア・ブロンデル |
| 『ドナルドの日記帳』（1954年）                                                   | ヴィヴィ・ジャニス   |
| 『ドナルドの災難〜仕事篇』（1959年）                                             | ジューン・フォーレイ |
| 『ミッキーのクリスマス・キャロル』（1983年）                                     | パトリシア・パリス   |
| 『クワック・パック』（1996年）                                                   | キャス・スーシー     |
| 『ミッキーマウス・ワークス』-（1999年 - 現在）                                   | トレス・マクニール   |
| 『ミッキーマウス ファンハウス』-（2022年 - 現在）                                | デブラ・ウィルソン   |

### 日本語吹き替え
- 後藤真寿美（1980年 - 1988年）- ポニー版・バンダイ版（廃盤）
- 土井美加（1980年 - 現在）- ポニー版・バンダイ版（廃盤）、ワールド・オンアイス・ミッキーマウスの冒険、[1][2] BVHE版

## 性格
勝気な性格であり、ドナルドダックとケンカする（というよりほとんどデイジーが一方的に怒る）こともしばしばである。当時の短編作品でもミッキーと相思相愛の親友のミニーとは異なり、ドナルドと仲良くする回よりもケンカをする回のほうが多く、ひどい場合は絶交までした回も存在する。ある意味ではデイジーも当時のドナルドの天敵と言え、『ミッキーマウス・クラブ』のオープニングでもドナルドそっちのけで仲間たちと共にミッキーに夢中になっており、回によっては別の女性に惚れるドナルドも度々見られていた。しかし、『ミッキーマウス・ワークス』や『ハウスオブマウス』など近年の作品はそういうことはまったくなく、むしろ前より仲が良くなっている。『ミッキー、ドナルド、グーフィーの三銃士』の2人の関係は短編作品から現在までの2人そのもので、最初は甲斐性なしだったドナルドに素っ気無かったが、勇気を出して救ってくれた彼のことが好きになり、相思相愛の仲になった。他にも2人に迷惑をかけるウエイター役をしたグーフィーには「似た者同士、お似合いのカップルだね」と言われている。恋人になってからは愛情が深くなり「ドナルドのジレンマ」や「ドナルドの夢遊病」などでその愛の深さが描かれていた。
勝ち気で我が侭なイメージがあるがミッキーばかりチヤホヤされることを不満に思っているドナルドを励ましたり、助けたりするなど彼を思うことが多く、時折、母親のようなところもあり、持ち前の気の強さから『ミッキーマウスのワンダフルワールド』でも人助け優先し過ぎて店長にされてしまったミッキーを一喝して正気に戻したこともある。
また、東京ディズニーランドのトゥーンタウンにあるミニーの家の留守電話のメッセージでは、ドナルドに対してツンデレのような一面が見られる。
ミニーマウスとは親友。ミニーがキュート系であるのに対して、デイジーは大人っぽくセクシー系で喧嘩もするがすぐ和解する。
短編作品では主演作品はあったがメインとしての作品はなかった。テレビシリーズの「ハウス・オブ・マウス」では、ほかのキャラクター同様メインとして出演する回が増えた。
『ハウス・オブ・マウス』・『ミッキーマウス クラブハウス』・『ミッキーマウスとロードレーサーズ』ではそれぞれ形は違えど、ポニーテールを生やしている。
ショッピングが好きで目立ちたがり屋でもある。『クワック・パック』でもスクープを取りたいがためにドナルドや三つ子などに迷惑をかけることもしばしばある。
「ハウス・オブ・マウス」ではたびたびステージを乗っ取り、ディズニーの曲の替え歌を歌っていた。
『ダックテイルズ』では本編では描かれなかったドナルドとの出会いが描かれ、唯一ドナルドの言葉を理解し、相思相愛になる。

## 家族
ドナルドダックに三つ子の甥（ヒューイ・デューイ・ルーイ）がいるのと同様に、三つ子の姪がいる。名前はエイプリル、メイ、ジュンである。『ミッキーマウスとロードレーサーズ』では、いとこのアルマンダ・ダ・クワックが登場している。

## 出演作品数
映画の出演作品数は14本と非常に少ないものの、ミニーマウスと並んで女性を中心に人気が高い。

## グッズ
2006年1月17日 - 2006年4月4日に東京ディズニーランドで開催されたディズニープリンセス・デイズでは、1月17日限定でデイジーダックのイラストをあしらったカップ付デザートが販売された。販売個数が少なかったせいもあり、販売開始数時間で売り切れとなっている。